# أندريس تشيكايزا
لويس أندريس تشيكايزا موراليس (بالإسبانية: Andrés Chicaiza) (ولد في 3 أبريل 1992) لاعب كرة قدم إكوادوري يلعب في إل. دي. يو. كيتو. بدأ حياته المهنية مع موشوك رونا في عام 2012.

## روابط خارجية
- أندريس تشيكايزا على موقع قاعدة بيانات كرة القدم.إي يو (الإنجليزية)
- أندريس تشيكايزا على موقع ناشيونال فوتبول تيمز (الإنجليزية)
- أندريس تشيكايزا على موقع Soccerway.com (الإنجليزية)